# Joseph Höffner
Joseph Höffner (24 de diciembre de 1906 - 16 de octubre de 1987) fue un cardenal alemán de la Iglesia Católica. Se desempeñó como arzobispo de Colonia de 1969 a 1987 y fue elevado al cardenalato en 1969.

## Biografía
Nacido en Horhausen, Höffner entró en el seminario de Friburgo de Brisgovia, estudiando posteriormente en la Pontificia Universidad Gregoriana de Roma antes de ser ordenado sacerdote por el cardenal Francesco Marchetti-Selvaggiani el 30 de octubre de 1932. Höffner, que ya había obtenido un doctorado en filosofía en 1929, obtuvo un doctorado en teología en Roma en 1934, otro doctorado en teología en Friburgo de Brisgovia en 1938, una licenciatura en economía en 1939 y un doctorado en ciencias políticas en 1940. A partir de 1934 realizó también labor pastoral en Tréveris hasta 1945. Después de enseñar durante seis años en el seminario de Trier, Höffner fue llamado para impartir clases en la Universidad de Münster en 1951. Fue fundador, director y profesor del Instituto de Ciencias Sociales Cristianas de Múnich de 1951 a 1961 y también fue asesor científico de tres ministerios de la República Federal.
El 9 de julio de 1962, Höffner fue nombrado obispo de Münster por el Papa Juan XXIII. Recibió su consagración episcopal el 14 de septiembre siguiente de manos del obispo Matthias Wehr, con los obispos Heinrich Baaken y Heinrich Tenhumberg como co-consagrantes. Höffner asistió al Concilio Vaticano II de 1962 a 1965 y fue nombrado  arzobispo coadjutor de Colonia y arzobispo titular de Aquileia el 6 de enero de 1969. Sucedió a Josef Frings como arzobispo de Colonia el 24 de febrero de ese mismo año.
Höffner fue creado Cardenal presbítero de Sant'Andrea della Valle por el Papa Pablo VI en el consistorio del 28 de abril de 1969. De 1976 a 1987 fue presidente de la Conferencia Episcopal Alemana y, por tanto, el máximo representante de la Iglesia católica en Alemania. El prelado alemán fue uno de los cardenales electores que participaron en los cónclaves de agosto y octubre de 1978, que seleccionaron respectivamente al Papa Juan Pablo I y al Papa Juan Pablo II. Höffner dimitió como arzobispo de Colonia el 14 de septiembre de 1987, tras un gobierno pastoral de diecisiete años.
Höffner murió al mes siguiente en Colonia a los 80 años y está enterrado en la catedral de Colonia. Experto en doctrina social católica, recibió en 2003 el honor póstumo de "Justo entre las Naciones " por parte del Estado de Israel, por haber salvado vidas judías durante la Segunda Guerra Mundial.   El Deutsche Post lo honró en 2006, con motivo de su centenario, con un sello que incluía su fotografía y el lema episcopal "Justitia et Caritas".
En 2007, la arquidiócesis de Colonia manifestó su intención de abrir la causa de beatificación de Höffner.